# Professor der Russischen Akademie der Wissenschaften
Professor der Russischen Akademie der Wissenschaften (russisch Профе́ссор Росси́йской акаде́мии нау́к, Профессор РАН – Professor Rossijskoi akademii nauk, Professor RAN; die Abkürzungen RAS-Professor und Professor der RAN sind in deutscher Schreibweise ebenfalls möglich) ist ein von der RAS im Jahre 2015 eingeführter akademischer Titel. Er wird an hervorragende russische Wissenschaftler aus allen Fachbereichen (Ausnahmen: Pädagogik, Künste, Architektur, Bauwesen) verliehen, die noch keine Mitglieder der Akademie sind. Von den Kandidaten werden erstrangige Forschungsleistungen erwartet, während ihre Erfahrungen in der Lehre vergleichsweise bescheiden sein dürfen. Zum Zeitpunkt der Verleihung soll die Person das 50. Lebensjahr noch nicht vollendet haben. Ferner trägt der Begriff „RAS-Professor“ die Bedeutung eines Ehrentitels.

## Gründe für die Einführung des Titels
Die Professur wurde auf Initiative des von 2013 bis 2017 amtierenden RAS-Präsidenten Wladimir Fortow ins Leben gerufen, um Spitzenforscher der jüngeren Generationen zu würdigen und sie zur Organisationsarbeit im Interesse der RAS heranzuziehen.
Dieser Schritt ist ein Teil der tiefen Reformen der RAS, die nach den anfänglich sehr negativen Erwartungen für die Zukunft der Akademie von den in Russland tätigen Wissenschaftlern nun ruhiger angesehen werden.

## Zulassung und Auswahl
Die Kandidaten für die RAS-Professur müssen die russische Staatsbürgerschaft besitzen, Arbeitsbeziehungen mit einem Forschungsinstitut der RAS oder einer staatlichen Universität haben und im entsprechenden Fachbereich habilitiert sein. Erforderlich ist auch das Gutachten eines relevanten Mitgliedes der Akademie oder die Zustimmung des wissenschaftlichen Rates der arbeitsgebenden Forschungseinrichtung. Die Altersgrenze für die Zulassung ist 50 Jahre.
Die Auswahl erfolgt auf Basis der Bewertung wissenschaftlicher Ergebnisse, die auf jeden Fall in international anerkannten Fachzeitschriften erscheinen sollten. Auch werden die publizierten Bücher, Lehrbücher, Patente, erfolgreiche Betreuungen von Doktoranden usw. berücksichtigt. Die Auslandsaufenthalte im Lebenslauf, insbesondere wenn sie von renommierten Organisationen, wie etwa der AvH-Stiftung in Deutschland, finanziert wurden, werden positiv angesehen. Trotzdem wirkt ein zu langer Aufenthalt eher gegen den Kandidaten, da davon ausgegangen wird, dass der Mensch vorwiegend in und für Russland arbeiten muss.
Die Wahl wird alle zwei bis drei Jahre organisiert. Sie verläuft in zwei Runden. Auf eine Vorwahl in der entsprechenden Fachabteilung folgt die endgültige Entscheidung des RAS-Präsidiums.

## Rechte in und außerhalb der RAS
Die RAS ist eine Arbeitsgemeinschaft von Wissenschaftlern, die sich in akademische (Akademikus) und korrespondierende Mitglieder unterteilt. RAS-Professoren sind den zwei traditionellen Mitgliedschaftstypen gegenüber untergeordnet. Anders als die Mitglieder, werden die Professoren nicht bezuschlagt.
Die RAS-Professoren haben das Recht, an den Sitzungen entsprechender Fach- und Regionalabteilungen der Akademie teilzunehmen, Vorschläge hinsichtlich des Funktionierens der RAS einzureichen und als Fachexperten zu dienen. Die Schlüsselaufgabe der RAS-Professoren ist aber die Fortsetzung ihrer wissenschaftlichen Arbeiten, wie vor der Verleihung des Titels.
Außerhalb der RAS, insbesondere an den Universitäten, Hochschulen oder bei der Industrie, dürfen die RAS-Professoren sich um dieselben Stellen bewerben, wie die üblichen Professoren, die ihren Titel von der Höchsten Zertifizierungskommission (die gewöhnliche Vorgehensweise in Russland), nicht von der RAS, bekommen haben. Bei der Festlegung der Vertragsbedingungen und der Gehälter wird individuell entschieden, ob und wie der RAS-Status zu berücksichtigen ist.

## Gewählte RAS-Professoren
| Fachabteilung der Akademie          | P-alle |  | P-nonM | KM-exP | VM-exP |
| ----------------------------------- | ------ |  | ------ | ------ | ------ |
| Medizin                             | 118    |  | 79     | 33     | 6      |
| Agrarwissenschaften                 | 85     |  | 51     | 25     | 9      |
| Chemie u. Materialwissenschaften    | 84     |  | 61     | 18     | 5      |
| Physikwissenschaften                | 71     |  | 49     | 22     | 0      |
| Geowissenschaften                   | 70     |  | 55     | 11     | 4      |
| Mathematikwissenschaften            | 59     |  | 40     | 16     | 3      |
| Energiewirtschaft, Maschinenbau...  | 47     |  | 27     | 20     | 0      |
| Biologische Wissenschaften          | 44     |  | 28     | 14     | 2      |
| Physiologie                         | 33     |  | 21     | 10     | 2      |
| Geschichts- u. Sprachwissensch.     | 31     |  | 24     | 7      | 0      |
| Gesellschaftswissenschaften         | 28     |  | 23     | 5      | 0      |
| Nano- u. Informationstechnologien   | 23     |  | 20     | 3      | 0      |
| Globale Probl. u. Intl. Beziehungen | 20     |  | 16     | 4      | 0      |
| gesamt                              | 713    |  | 494    | 188    | 31     |

Bis heute fanden drei Wahlen von RAS-Professoren statt: die erste im Winter 2015/2016, die zweite im März/April 2018 und die dritte im April/Mai 2022. Mit Stand vom Juni 2025 trugen 713 Wissenschaftler diesen Titel.
Die Professoren arbeiten an verschiedenen Einrichtungen landesweit.
Die bekanntesten Forschungsinstitute, wie das Lebedew-Institut, das Steklow-Institut und das Ioffe-Institut, sowie die größten Universitäten – z. B. die Lomonossow-Universität zu Moskau – sind jeweils von mehreren RAS-Professoren vertreten.
Die Altersgrenze hat sich als ein sehr starker Filter erwiesen, da viele russische Forscher aus der „unter-50“-Generation wegen hoffnungsloser Unterbezahlung und innenpolitischer Instabilität in den 1990er Jahren gezwungen waren, aus dem Beruf hinauszutreten oder auszuwandern.
Im Oktober 2016, im November 2019, im Mai–Juni 2022 und im Mai 2025 fanden die Wahlen der Akademiemitglieder statt; dabei haben viele RAS-Professoren kandidiert. Insgesamt wurden bereits 188 Professoren zu korrespondierenden und 31 zu vollen Mitgliedern ernannt.
Die Tabelle zeigt die Anzahl von RAS-Professoren in entsprechenden Fachabteilungen der Akademie („P-alle“ – alle Professoren; „P-nonM“ – Professoren, die keine Akademiemitglieder sind; „KM-exP“ – korrespondierende Milglieder aus ehemaligen Professoren; „VM-exP“ – Vollmitglieder aus ehemaligen Professoren; Stand: Juni 2025).
Bis 2025 wurden die Personen aus den zwei letzten Spalten unter der Doppelbezeichnung „RAS-Professor, korrespondierendes (bzw. volles) Mitglied der RAS“ geführt. Aber gemäß der letzten Fassung der Verordnung über die RAS-Professoren vom Mai 2025 müsste das „RAS-Professor“ Teil in solchen Fällen unterlassen werden (die Gesamtzahl von RAS-Professoren sei daher nicht 713, sondern 713-188-31=494), was man üblicherweise nicht tut, d. h. die neue Praxis ist [noch] nicht etabliert.

## Tätigkeit der RAS-Professoren
Die Gemeinschaft der Professoren wird von einem Präsidium geleitet. Ferner gibt es den Koordinationsrat, zu dessen Vorsitzenden im April 2018 Alexander Lutowinow, Vize-Direktor des Instituts für Weltraumforschung, ernannt wurde. Sein Vorgänger war 2016–2018 Alexei Gromyko, Direktor am Europainstitut in Moskau.
Innerhalb der Gemeinschaft gibt es insgesamt mehr als zehn virtuelle Arbeitsgruppen. Deren Richtungen sind etwa, wie Vorhersage wissenschaftlicher und technischer Entwicklung Russlands, die Intensivierung der Verbindungen zwischen den Universitäten und Forschungseinrichtungen oder Vorschläge zur Erhöhung der Publikationsaktivität. Besonderer Wert wird auf internationale Beziehungen gelegt: die entsprechende Gruppe ist nach Anzahl der Professoren die größte.
Die Arbeit in der Gemeinschaft ist freiwillig. Im Prinzip darf jeder Professor mit seiner eigenen Forschungstätigkeit fortfahren, ohne etwas Zusätzliches zu tun. Die Verleihung des Titels eröffnet aber die Möglichkeit, zur Gestalt der Akademie und zu deren Reformen beizutragen, die eigene Meinung zu dringenden wissenschaftsbezogenen Fragen zu äußern und einen Zugang zu führenden Massenmedien zu bekommen. Für die meisten RAS-Professoren ist dies nicht unwichtig. So haben sie im Juni 2016 eine Liste von Korrekturen zur neuen Fassung des Gesetzes über die Wissenschaft bei der Staatsduma vorgelegt.